# 손원평
손원평(孫元平, 1979년 4월 21일 ~ )은 대한민국의 소설가이다.

## 생애
1979년 서울에서 태어나 서강대학교 사회학과를 졸업하고 한국영화아카데미 영화과에서 영화연출을 전공했다. 2001년 《씨네21》 영화평론상 우수상을 수상하며 영화평론가로 데뷔했고, 이후 《인간적으로 정이 안 가는 인간》(2005) 《너의 의미》(2007) 등의 단편영화를 연출했다. 2016년 장편소설 《아몬드》로 제10회 창비청소년문학상을 수상하며 소설가로 등단했다. 2017년 장편소설 <서른의 반격>으로 제5회 제주 4.3평화문학상을 수상했다. 2020년 《침입자》로 장편 영화 감독 데뷔했다.

## 작품

### 저서
- 《아몬드》 2017년 3월, 창비 ISBN 978-89-3645-678-8
- 《아몬드》 2017년 3월, 창비 ISBN 978-89-3643-426-7
- 《서른의 반격》 2017년 10월, 은행나무 ISBN 979-11-9619-980-7
- 《4월의 눈》 2018년 4월, 아시아
- ISBN 979-11-5662-356-4

- 《위풍당당 여우꼬리》 1권 2021년10월28일초판1쇄발행     2권 2022년2월25일 초판1쇄발행

공저
- 《몬스터: 한낮의 그림자》 2020년 2월, 한겨레출판사 ISBN 979-11-6040-343-5
- 《나의 할머니에게》 2020년 5월, 다산책방 ISBN 979-11-3062-961-2

### 영화
- 《침입자》-2019

## 수상 내역
| 연도 | 상                       | 부문                 | 작품                        |
| ---- | ------------------------ | -------------------- | --------------------------- |
| 2005 | 제7회 서울국제여성영화제 | 아시아단편경선우수상 | 인간적으로 정이 안가는 인간 |
| 2005 | 제4회 미쟝센단편영화제   | 심사위원특별상       | 인간적으로 정이 안가는 인간 |
| 2017 | 제주4·3평화문학상        |                      | 1988년생                    |